# Franz-Joseph Bartmann
Franz-Joseph Bartmann (* 27. Juli 1950 in Giershagen, Sauerland) ist ein deutscher Chirurg.

## Leben
Seit 1989 ist er Oberarzt im Malteser Krankenhaus Sankt Franziskus-Hospital in Flensburg. Nach einigen Jahren in der Kammerversammlung wurde er 1997 in den Vorstand und 2001 zum Präsidenten der Ärztekammer Schleswig-Holstein gewählt. Dreimal wurde er mit großen Mehrheiten bestätigt, zuletzt fast einstimmig im August 2013.
Als Mitglied des Vorstandes der Bundesärztekammer ist er Vorsitzender der Weiterbildungsgremien und stellvertretender Vorsitzender des Deutschen Senates für ärztliche Fortbildung. Seit 2005 begleitet er als Vorsitzender des Telematikausschusses der Bundesärztekammer die Implementierung von Telematik und Telemedizin im Deutschen Gesundheitswesen. 2013 wurde er zum Ehrenmitglied der Deutschen Gesellschaft für Telemedizin ernannt.